# Müftüler, Belen
Müftüler là một xã thuộc huyện Belen, tỉnh Hatay, Thổ Nhĩ Kỳ. Dân số thời điểm năm 2011 là 326 người.